# Berszad

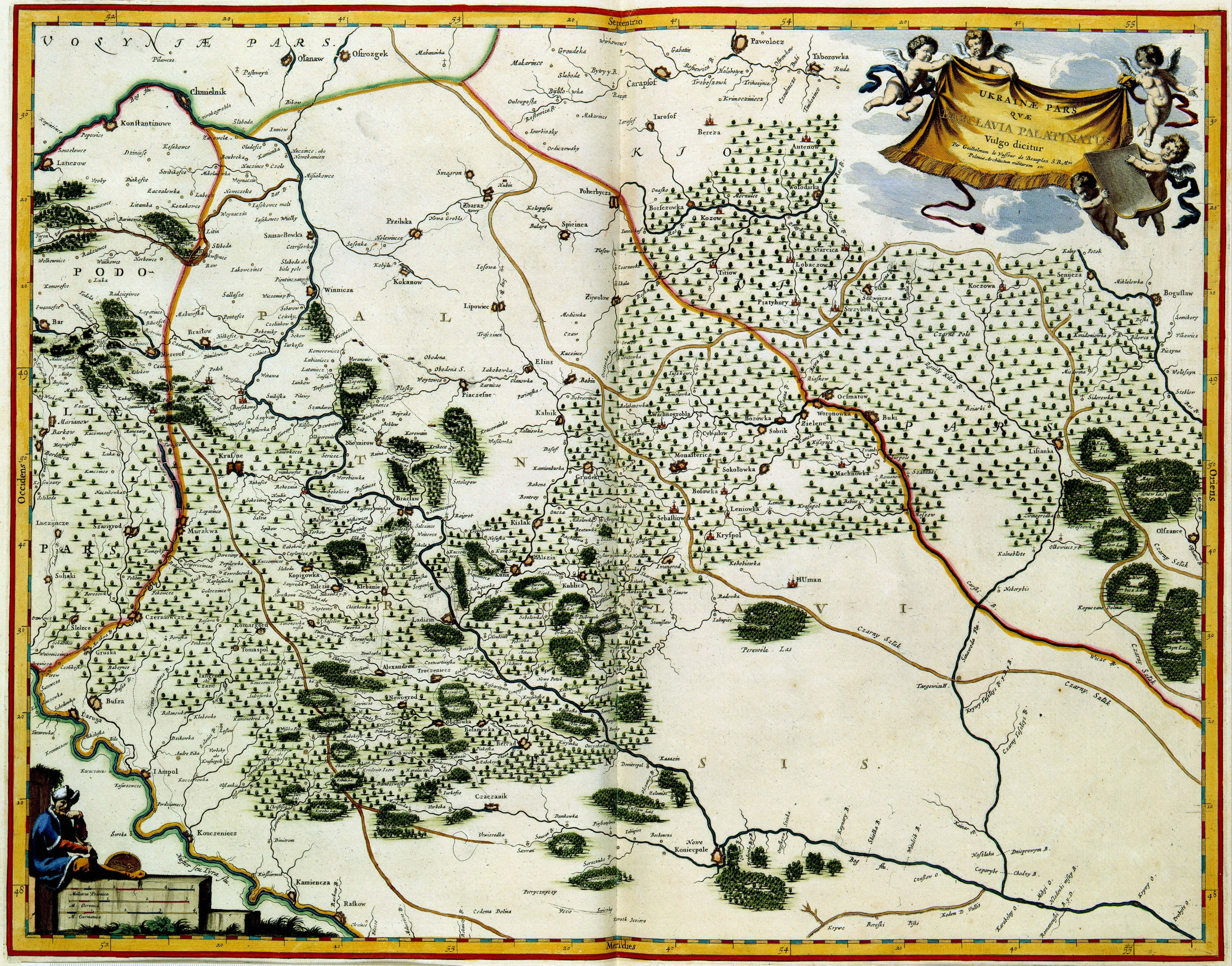
Mapa województwa bracławskiego z 1648 r. Miejscowość w południowej części mapy

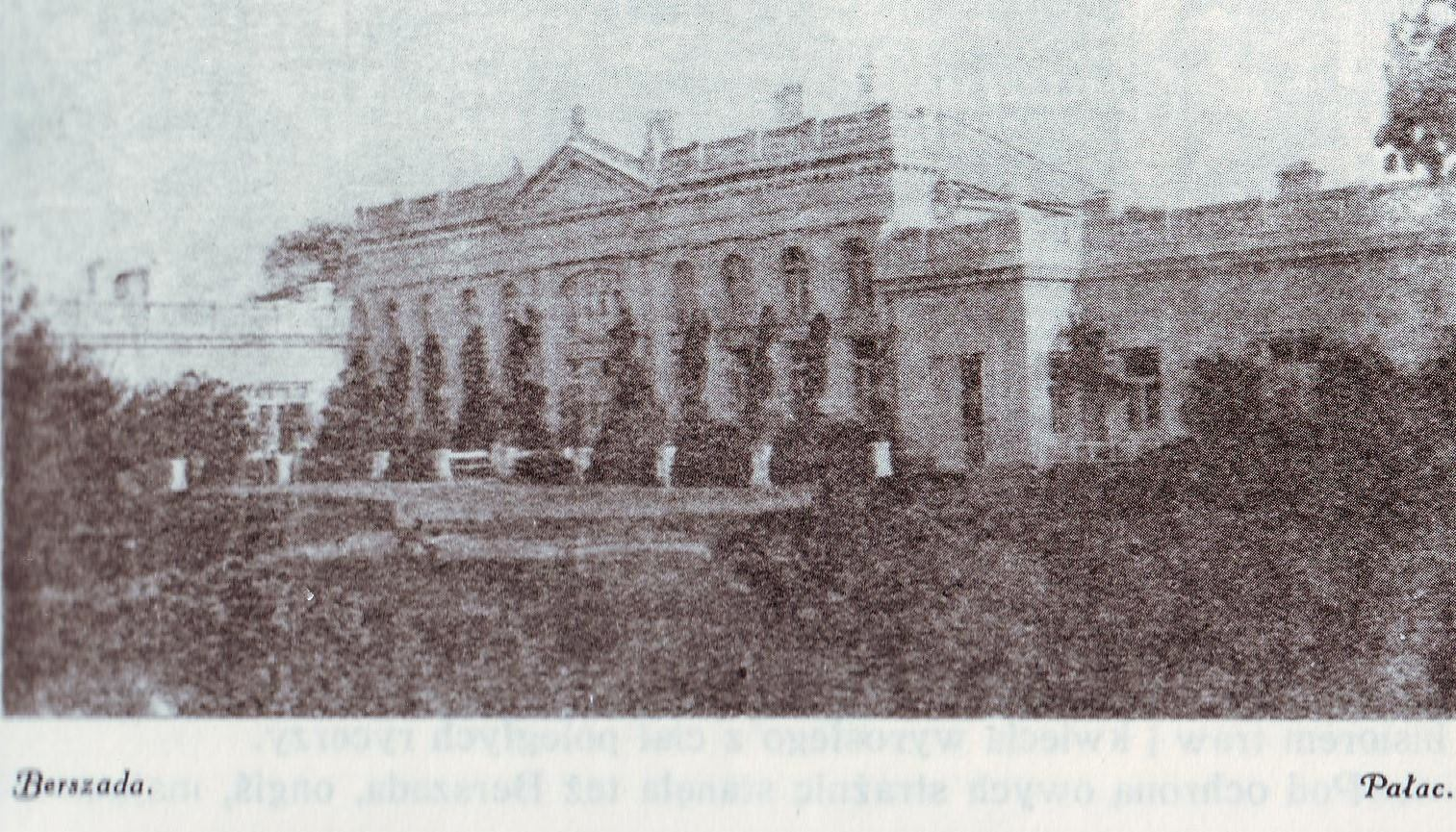
Pałac Moszyńskich przed 1928

Berszad (ukr. Бе́ршадь) – miasto na Ukrainie, w obwodzie winnickim, siedziba władz rejonu berszadzkiego. Historycznie miasto leży na wschodnim Podolu.
Prywatne miasto szlacheckie położone w województwie bracławskim było w 1789 własnością Fryderyka Józefa Moszyńskiego.

## Historia
Pierwsza wzmianka o miejscowości pochodzi z 1459.

W bracławskiém województwie leżąca Berszada jest pamiątką poświęcenia się i cnót księcia Jerzego Zbaraskiego, jej dziedzica. Była obwarowana silnie, Turcy się jéj lękali. Prześladowało ich, jak wiémy, widmo kozackiej napaści, które obrażały i drażniły Stambuł więcej niż szkodziły. Zdawało się im, że z Berszady pochodzą te napady. Za staraniem księcia Zbaraskiego była silnie obwarowaną; w wojnach tatarskich nie była zdobyta. (...)

W miejscowości istniał zamek. W 1617 roku został zburzony na żądanie Turcji, na co zgodzono się w Traktacie w Buszy. W 1627 roku miasto Berszada należało do kasztelana krakowskiego Jerzego Zbaraskiego. W 1787 w Berszadzie stacjonował 5 Pułk Koronny Przedniej Straży.
W 1793 miejscowość została zajęta przez Rosję na skutek II rozbioru Polski. Pod zaborami siedziba gminy Berszada w powiecie olhopolskim guberni podolskiej. W pierwszej połowie XIX w. został wybudowany tu przez Piotra Moszyńskiego pałac w stylu florenckiego empire (klasycyzm). Przetrwał w niezmienionej postaci do początku XX w. Z zespołu pałacowego zachowały się park i neogotycka kaplica pw. św. Stanisława, w której kryptach znajdują się groby Moszyńskich i Jurjewiczów. Kaplica zamieniona na cele świeckie w 1944 r., została zwrócona katolikom w 1991 r.
Po okresie zaborów Berszad nie powrócił do Polski i został częścią ZSRR. W latach 1941–1944 był okupowany przez Rumunię.
Miasto od 1966 roku.
W 1989 liczyło 14 134 mieszkańców.
W 2013 liczyło 13 160 mieszkańców.

## Urodzeni w Berszadzie
- Fryderyk Jurjewicz – polski hodowca koni, organizator wyścigów konnych
- Antoni Poznański – piłkarz, kapitan pilot Wojska Polskiego
- Witold Pruszkowski – polski malarz.